# Osilnica
Osilnica este o localitate din comuna Osilnica, Slovenia, cu o populație de 63 de locuitori.